# Phnom Bakheng
Phnom Bakheng és un temple budista i hindú que forma part de l'arquitectura khmer de temple de muntanya, situat a Angkor, Cambodja. El van declarar, al costat de la resta de conjunt d'Angkorn Patrimoni de la Humanitat per la Unesco l'any 1992.
Dedicat a Xiva, fou construït a la fi del segle ix, en el regnat del rei Yasovarman I (889-910). És una estructura composta per una piràmide de terrasses al cim d'un turó, envoltada de 108 torres de santuari. És hui un lloc turístic molt popular per les vistes del capvespre al temple d'Angkor Vat, que és al bell mig de la selva a 1,5 km al sud-est. El gran nombre de visitants fa de Phnom Bakheng un dels monuments més amenaçats d'Angkor.

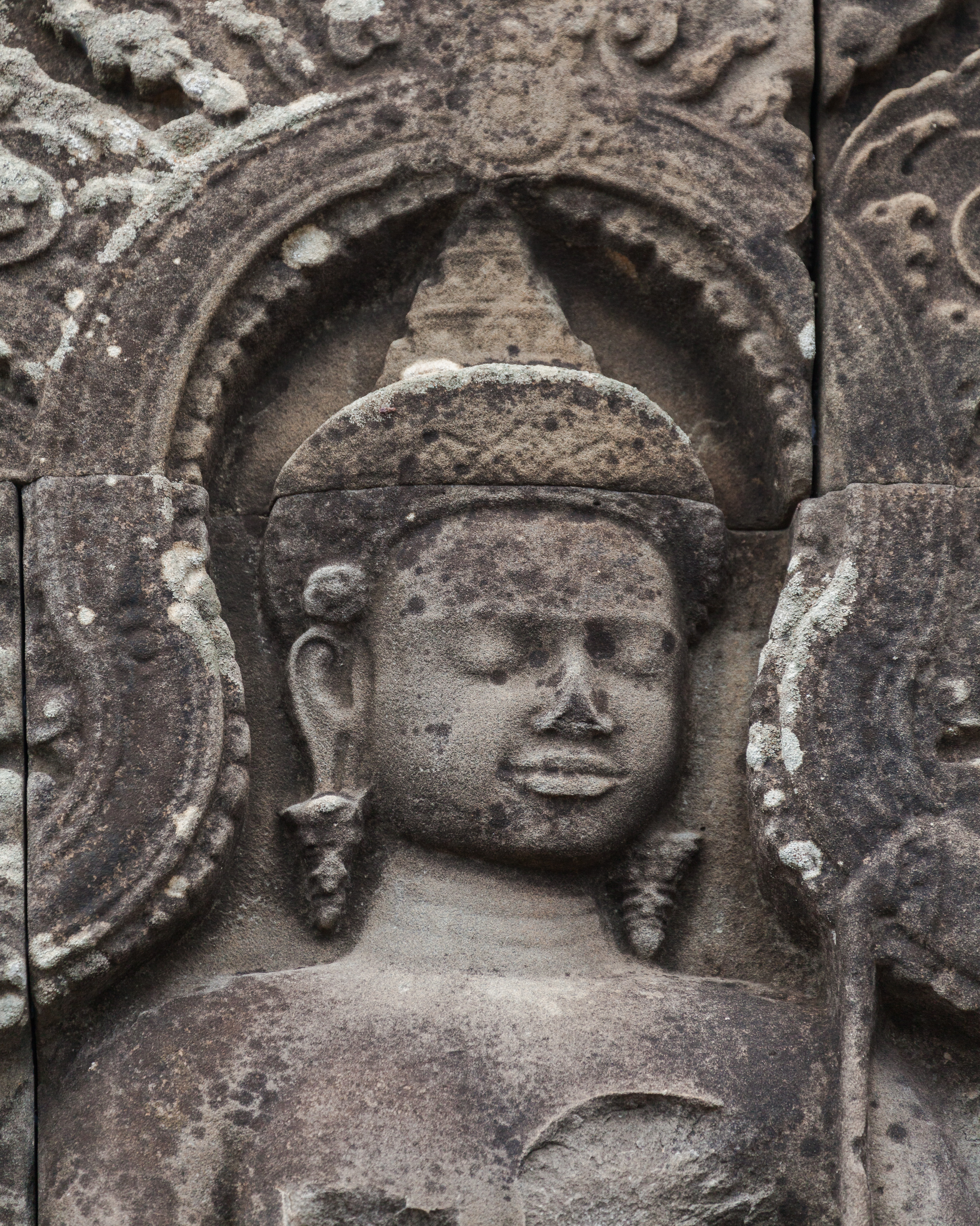
Baix relleu de Phnom Bakheng